# Gremio dei muratori
Il gremio dei Muratori (frabbigamuri nella parlata locale) è una delle più antiche e importanti maestranze sassaresi che partecipano alla Discesa dei Candelieri.
Il gremio è sempre stato presente alla discesa e le compare in tutte le documentazioni relative alla manifestazione dove vengono elencate le maestranze che prendono parte alla Faradda.
L'importanza del gremio è data dal fatto che ad anni alterni entra per secondo a sciogliere il voto all'Assunta e quindi occupa una posizione di prestigio all'interno della manifestazione.

## Patrono
Patrona del gremio così come della confraria di cui originariamente faceva parte è la Madonna degli Angeli che si festeggia il 2 agosto.
La compatrona è Santa Maria Maddalena probabilmente ereditata da una delle maestranze minori che si festeggia il 22 luglio.

## Bandiera
La bandiera è azzurra damascata: da un lato ha l'immagine della patrona e dall'altra della compatrona.

## Candeliere
Il candeliere dei Muratori (risalente al XVIII secolo) originariamente tendente al bianco è oggi, dopo il restauro, prevalentemente azzurro. Sul fusto prima del restauro vi era la Vergine degli Angeli dipinta secondo la visione di San Francesco mentre sul retro vi era un putto con i simboli del mestiere. Oggi invece vi sono tre angioletti con i simboli del mestiere.
La base che riprende i colori del capitello e del fusto è semplice mentre sul capitello stesso vi sono a coronamento diversi angioletti. Il candeliere dei muratori pesa 209 kg senza stanghe e 229 kg con stanghe.
Intorno alla prima metà del secolo scorso il candeliere, durante la vestizione in un vicolo del centro storico, fu episodio di una disgrazia. Un bambino entusiasta della imminente discesa vi si arrampicò facendolo cadere e rimanendo schiacciato dal peso del cero. Il candeliere quell'anno,scese in segno di lutto.

## Costume
- frac nero con camicia bianca
- guanti
- papillon nero
- sciabola
- Pizzo nella camicia per gli eletti

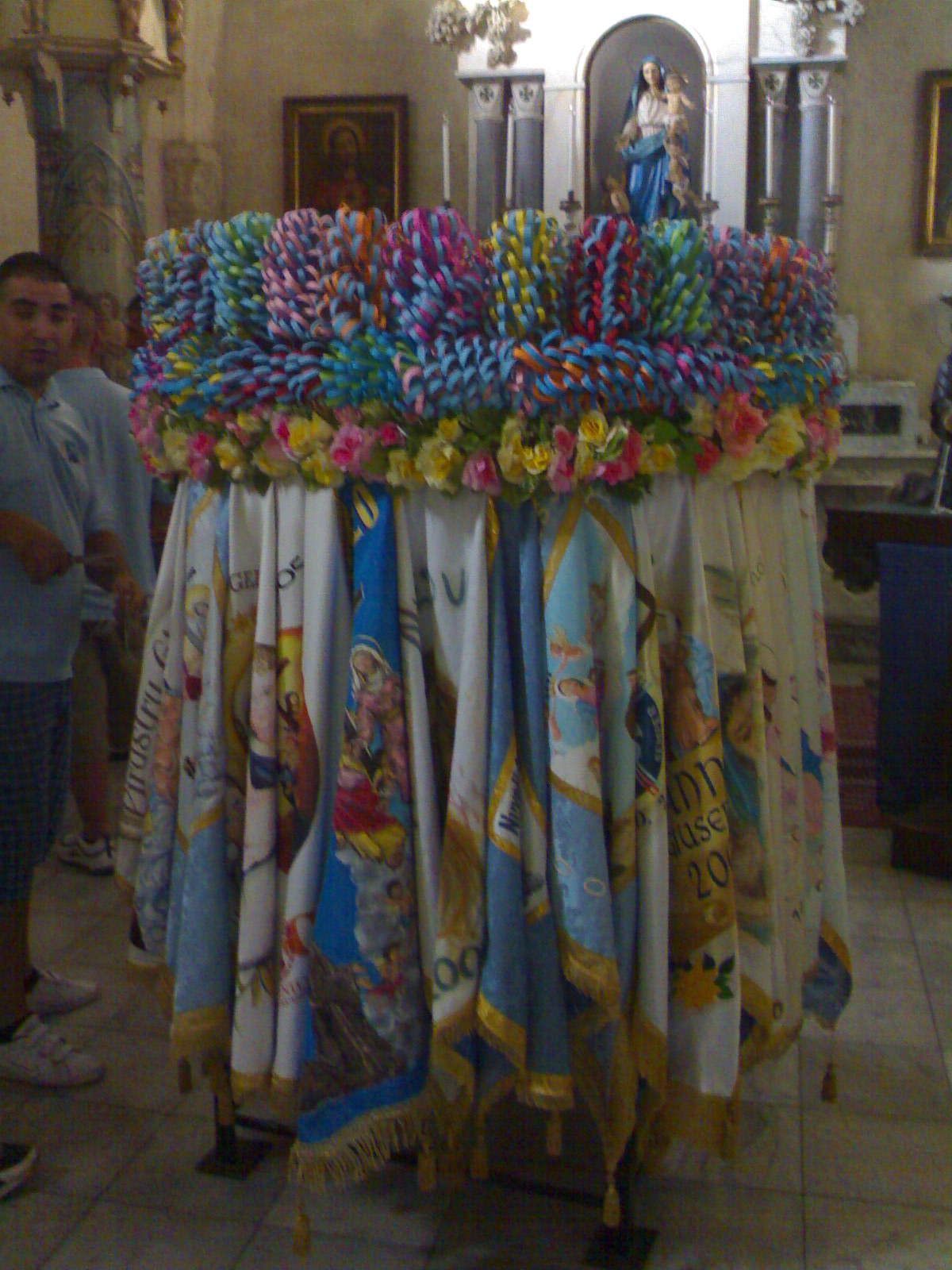
Addobbo con le bandiere per la faradda 2008
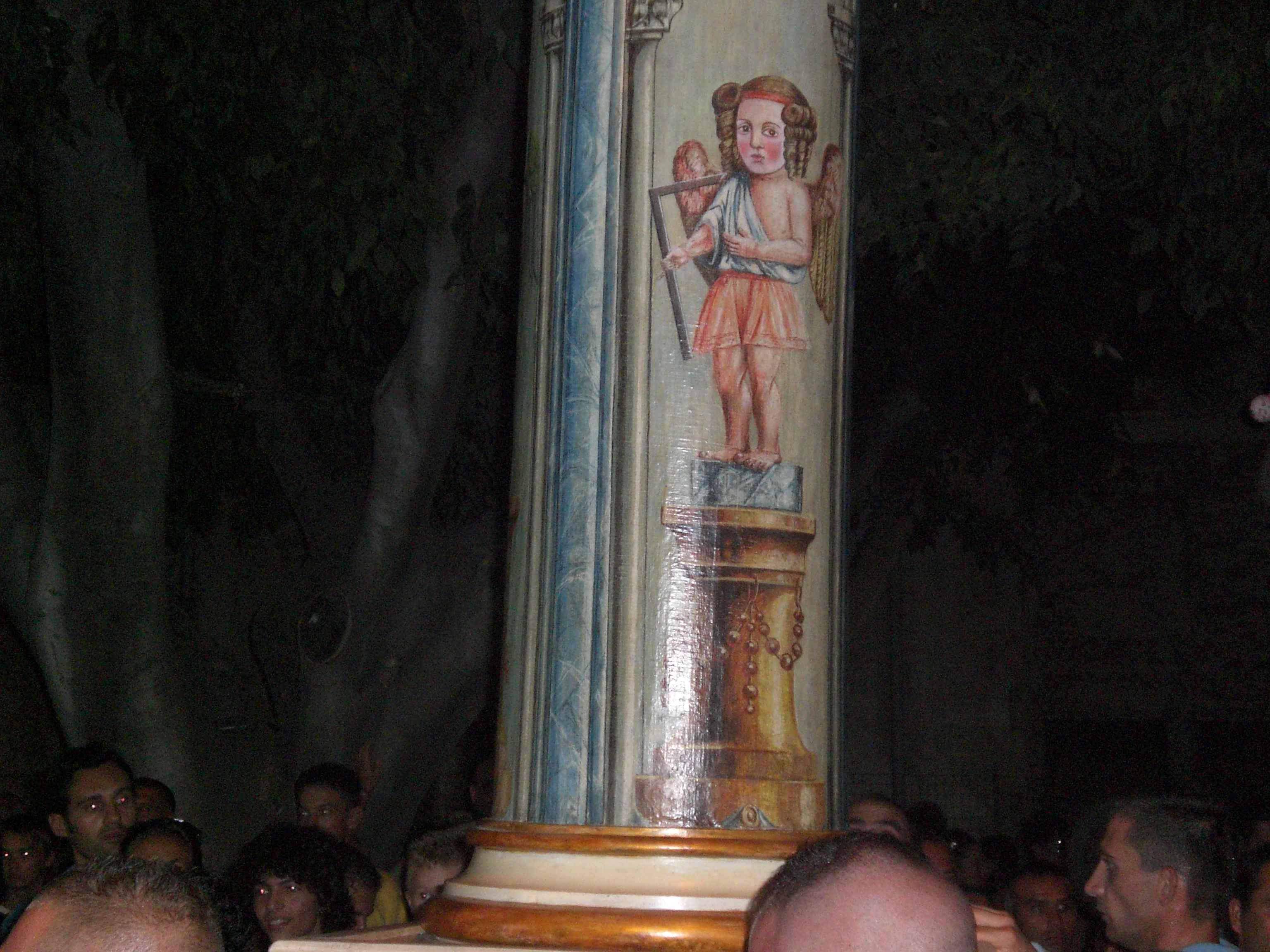
Particolare del fusto
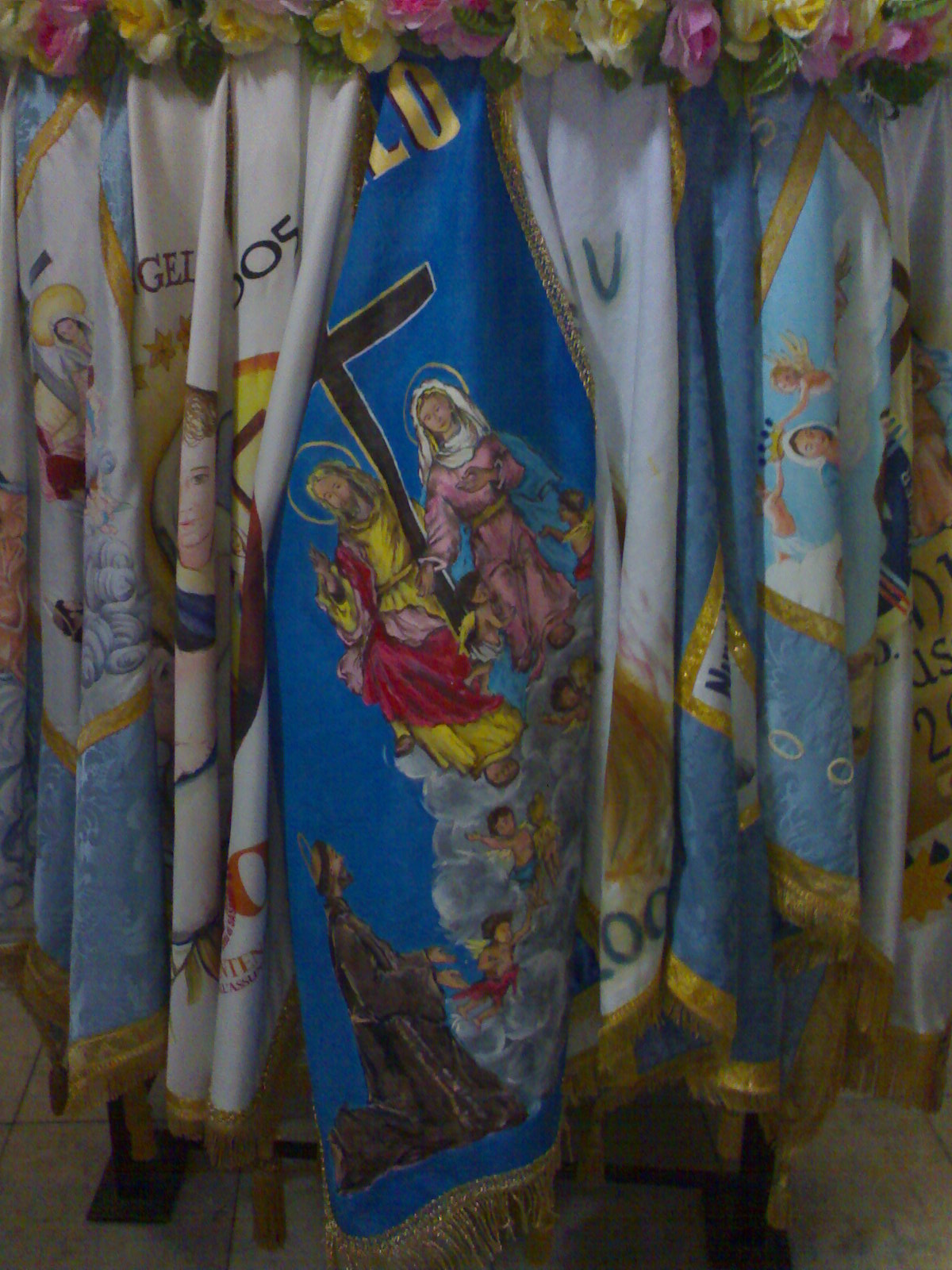
Bandiera dell'Obriere 2007
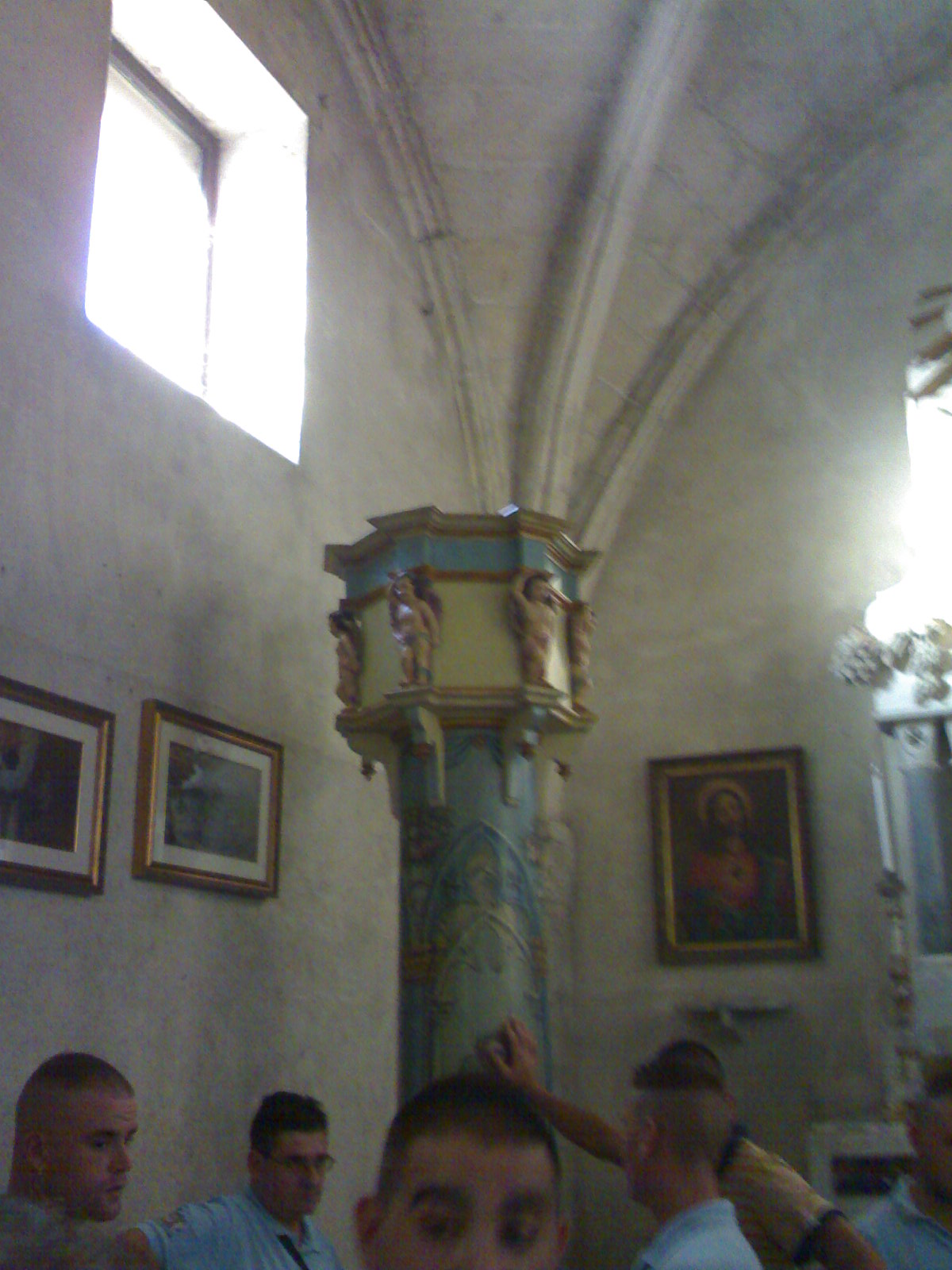
Capitello del candeliere

## Confraria de Nuestra Senyora dels Angels
La confraternita di Nostra Signora degli Angeli (Confraria de Nuestra Senyora dels Angels) era l'antico nome entro cui si racchiudevano le maestranze Sassaresi che avevano anche fare col legno e con la pietra.
La confraternita era costituita da 3 maestranze principali oggi ancora esistenti che sono:
- Il Gremio dei muratori:  ancora sotto la protezione di nostra signora degli Angeli.
- Il Gremio dei falegnami: che portarono con loro il patrono San Giuseppe, compatrono della confraria.
- Il Gremio dei piccapietre: che è il più giovane ad essersi staccato e per lungo tempo è stato anche il gremio più giovane a partecipare alla Discesa dei Candelieri.

Del 1538 è il primo documento che parla della confraternita sotto la protezione della vergine degli Angeli, scelta oltre che dalle 3 maestranze principali anche da Sellai e Bestai, Barilleros, Bottai e Spadai.
Nel 1776 le maestranze unite sotto la bandiera dello stendardo sono ben 15 e si moltiplicano anche i patroni.
Nel 1802 sono rimasti i soli muratori, unici "TITOLARI"  dell'antica Confraria. Non si sa la fine precisa degli altri piccoli gremi. È possibile che siano stati inglobati o si siano sciolti.

### Maestranze minori
Oltre i 3 gremi già conosciuti: muratori, falegnami e piccapietre (detti anche scalpellini o scultori) erano consociati alla confraria di nostra signora degli angeli, come già detto, vi erano altre 12 categorie di mestiere:
- Carpentieri
- Architetti
- Maestri di stocco
- Sellai e Bestai
- Maestri di molino
- Maestri di fodero di spada
- Lavoratori di volte
- Maestri di Coltri e Galloni
- Maestri di Carri ed Aratri
- Armaroli di legno
- Barilleros
- Bottai

## Alte cariche per l'anno 2024/2025
- Operaio Maggiore: Tore Langiu
- Operaio di Candeliere: Fabio Deriu
- Operaio di Cappella: Gavino Garau